# Siegsdorf
Siegsdorf é um município da Alemanha, situado no distrito de Traunstein, no estado da Baviera. Tem 55,20 km² de área, e sua população em 2019 foi estimada em 8.310 habitantes.